# Президентські вибори в Бразилії 2010

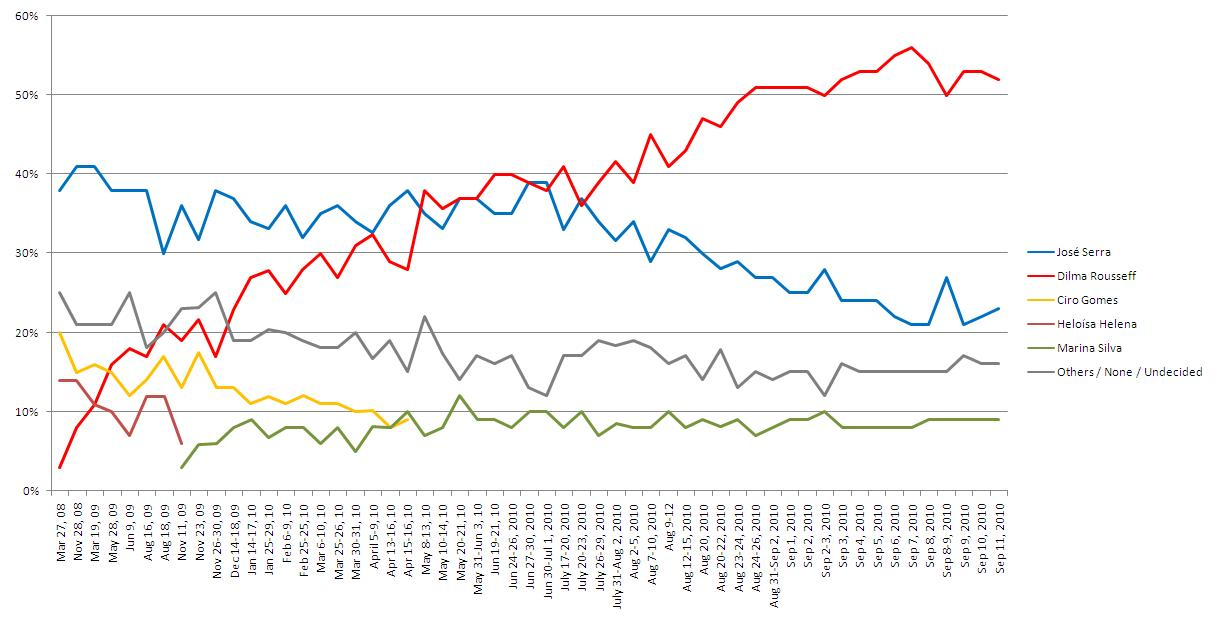
Рейтинг найпопулярніших кандидатів за 2008-10
Ділма Руссефф
Жозе Серра
Марина Сілва
Жиро Гомеш
Елоїза Елена
Інші кандидати

Результати першого туру виборів за штатами

Результати другого туру виборів за штатами

Президентські вибори в Бразилії 2010 року відбулись 3 (перший тур) і 31 жовтня (другий тур). Одночасно в країні пройшли парламентські вибори.
Разом у виборах взяли участь 9 кандидатів:

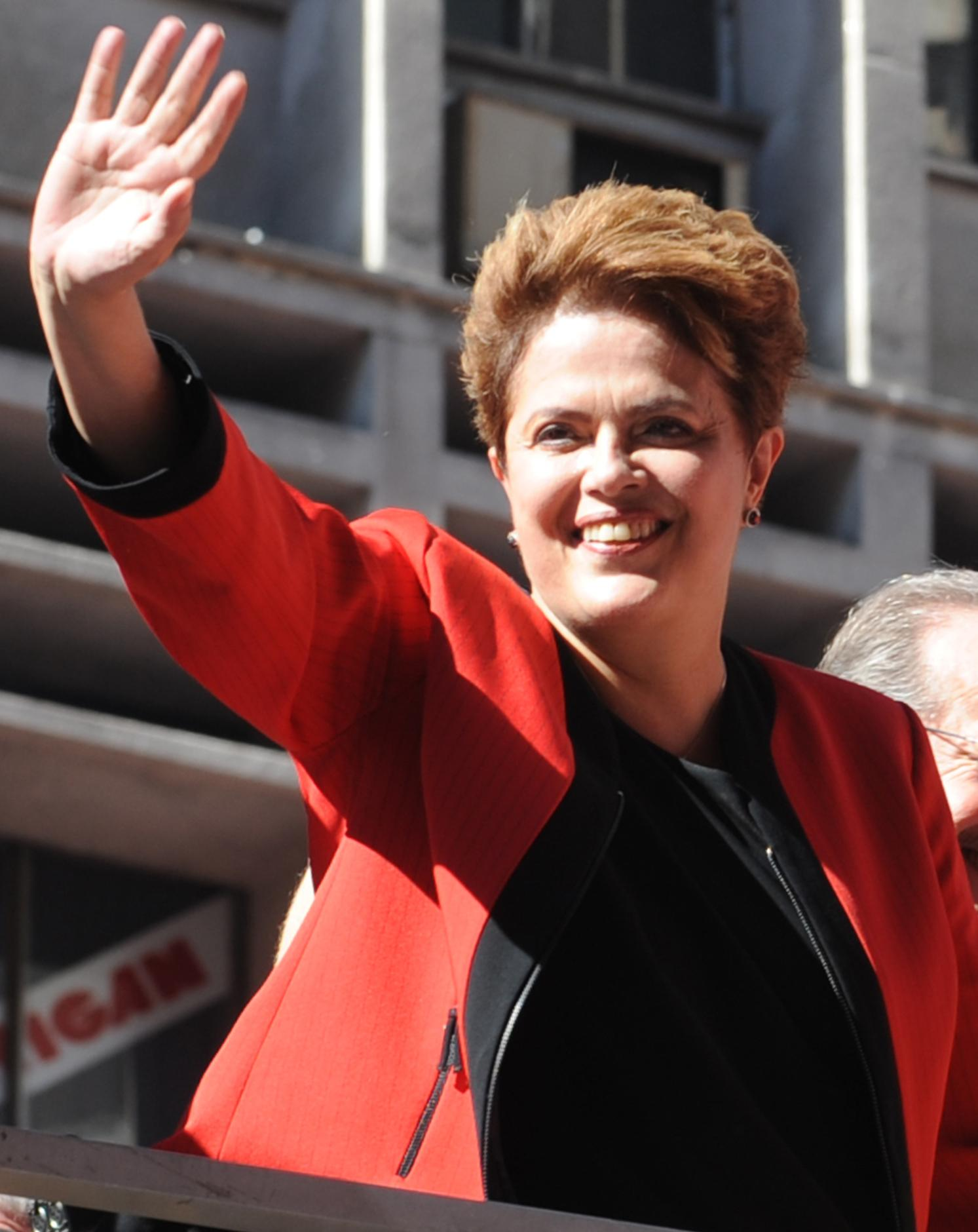
Ділма Руссефф — кандидат від Партії трудящих, підтримана чинним (на той час) президентом Лула да Сілвою та урядовою коаліцією десяти партій;
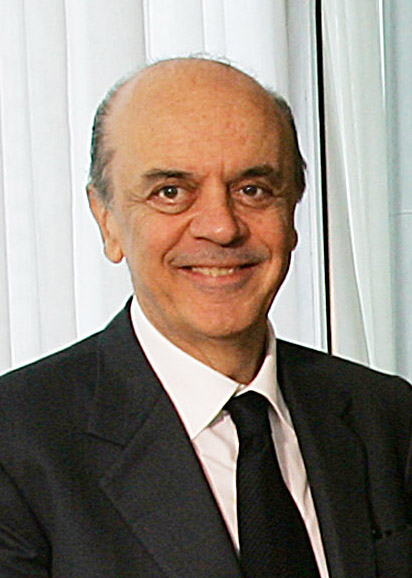
Жозе Серра — кандидат від Бразильської соціал-демократичної партії та опозиційної коаліції шести партій;
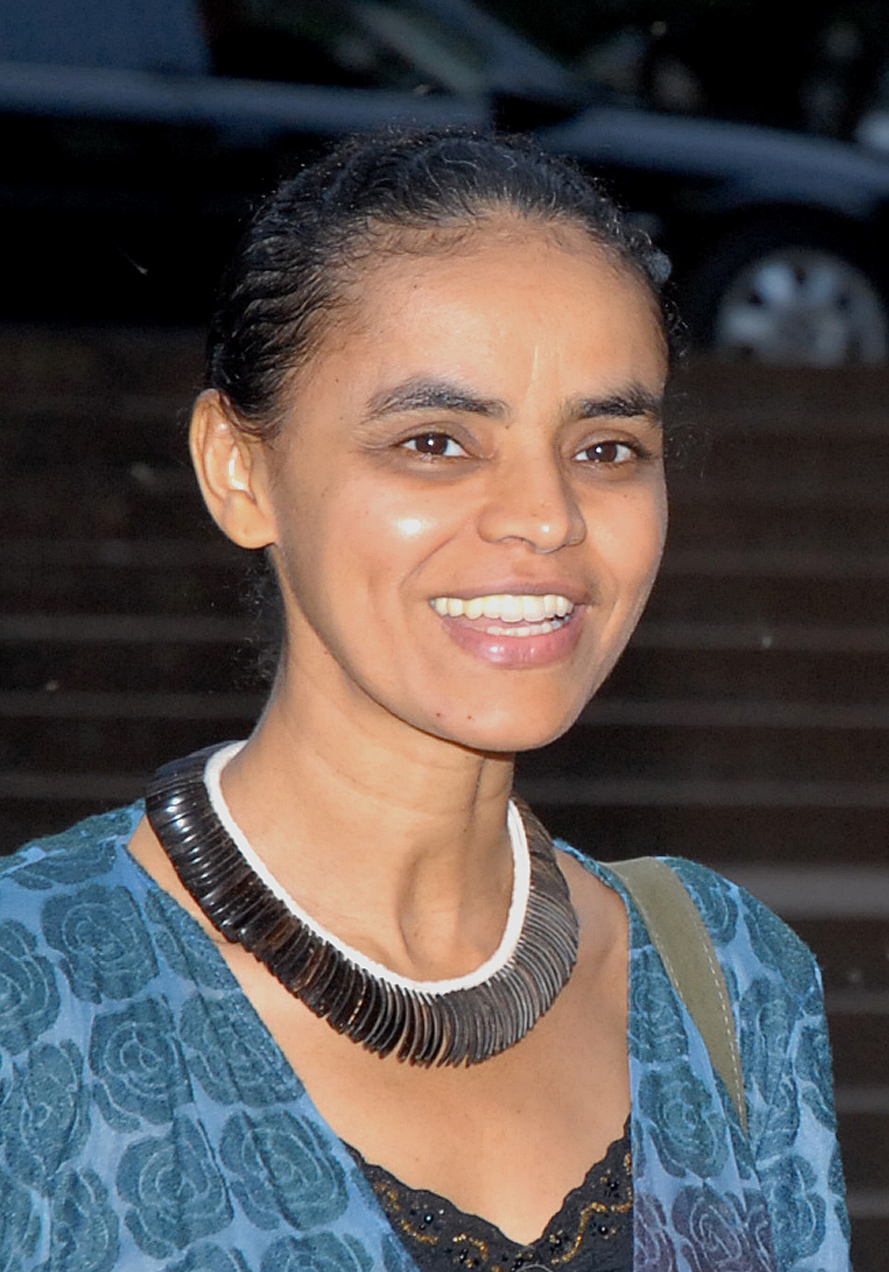
Марина Сілва — кандидат від Партії зелених;
- Жозе Марія ді Алмейда — кандидат від Об'єднаної соціалістичної робітничої партії;
- Іван Піньєйро — кандидат від Бразильської комуністичної партії;
- Плініо де Арруда Сампайо — кандидат від Партії соціалізму і свободи;
- Руї Кошта Пімента — кандидат від троцькістської Партії робочої справи;
- Леві Фіделіш — кандидат від Партії робітничого оновлення;
- Жозе Марія Еймаел — кандидат від Християнської соціал-демократичної партії.

За всіма передвиборчими опитуваннями, найвищий рейтинг мала бразилійка болгарського походження, глава адміністрації чинного президента Луїза Інасіу Лула да Сілви, Ділма Руссефф. Дані опитувань за 1 жовтня показали результат у 48% у Ділми Руссефф, 27% — у Жозе Серри, 12% — у Марини Сілви. Всі решта кандидатів не могли розраховувати на результат вищий за 1% голосів. 9% виборців не визначились із уподобаннями. При цьому без врахування виборців, які не визначились, результат Ділми Руссефф становив 55%.
- Ділма Руссефф
- Жозе Серра
- Марина Сілва

Попередні результати
| Перший тур | Перший тур               | Перший тур          | Другий тур | Другий тур          |
| Місце      | Кандидат                 | Голосів             | Місце      | Голосів             |
| ---------- | ------------------------ | ------------------- | ---------- | ------------------- |
| 1          | Ділма Руссефф            | 47 631 545 (46,9%)  | 1          | 55 745 867 (56,05%) |
| 2          | Жозе Серра               | 33 123 566 (32,61%) | 2          | 43 702 472 (43,94%) |
| 3          | Марина Сілва             | 19 634 663 (19,33%) |            |                     |
| 4          | Плініо де Арруда Сампайо | 886 727 (0,87%)     |            |                     |
| 5          | Жозе Марія Еймаел        | 89 339 (0,09%)      |            |                     |
| 6          | Жозе Марія ді Алмейда    | 84 589 (0,08%)      |            |                     |
| 7          | Леві Фіделіш             | 57 948 (0,06%)      |            |                     |
| 8          | Іван Піньєйро            | 39 125 (0,04%)      |            |                     |
| 9          | Руї Кошта Пімента        | 12 206 (0,01%)      |            |                     |